# 蒙斯 (上加龙省)
蒙斯（法語：Mons，法語發音：[mɔ̃s] ⓘ）是法国上加龙省的一个市镇，属于图卢兹区。

## 地理
蒙斯（43°36'39"N, 1°34'28"E）面积7.32 平方千米，位于法国奧克西塔尼大區上加龙省，该省份为法国西南部内陆省份，西南端与西班牙接壤，自此顺时针与上比利牛斯省、热尔省、塔恩-加龙省、塔恩省、奥德省和阿列日省接壤。
与蒙斯接壤的市镇（或旧市镇、城区）包括：蒙杜济勒、德雷米勒-拉法日、弗卢朗斯、拉瓦莱特、潘巴尔马。
蒙斯的时区为UTC+01:00、UTC+02:00（夏令时）。

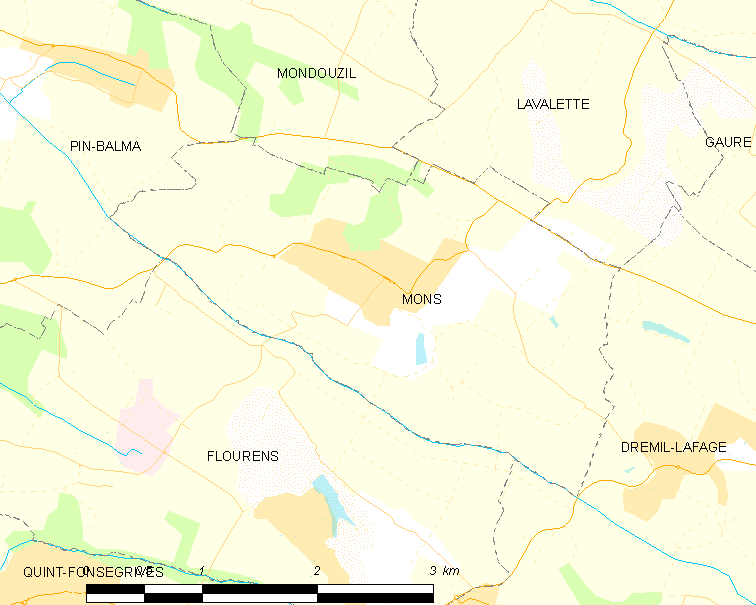
蒙斯的OSM定位图

## 行政
蒙斯的邮政编码为31280，INSEE市镇编码为31355。

## 政治
蒙斯所属的省级选区为图卢兹第十县。

## 人口

1962-2008年间蒙斯人口变化图示

蒙斯于2022年1月1日时的人口数量为1851人。